# Kōshū Kaidō
Le Kōshū Kaidō (甲州街道) était une des cinq routes  de l'époque d'Edo et avait été construite pour relier Edo (à présent Tokyo) à la province de Kai dans la préfecture de Yamanashi moderne. Puis la route continue pour rejoindre la Shimosuwa-shuku du Nakasendō à  la préfecture de Nagano. De nombreux feudataires de la province de Shinano empruntaient cette route durant sankin kōtai, y compris ceux des domaines de Takatō, de Suwa et de Iida.
La route du Kōshū Kaidō est suivie de près par la moderne Route Nationale 20.

## Stations du Kōshū Kaidō
Il y a quarante-quatre stations le long du Kōshū Kaidō,. Elles sont répertoriées ci-dessous avec le nom des municipalités modernes correspondantes entre parenthèses.

### Tokyo

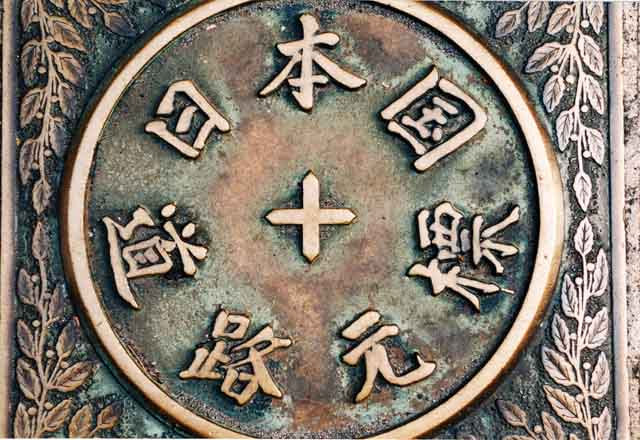
Indicateur de distance à Nihonbashi, à partir duquel sont mesurées les distances des autoroutes modernes

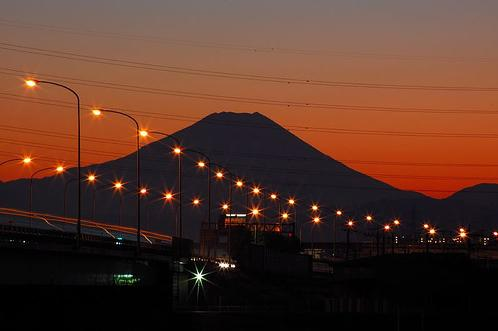
Le Mont Fuji vu de la Tama-gawa à Fuchū

Point de départ : Nihonbashi (Chūō-ku)
1. Naitō Shinjuku (内藤新宿) (Shinjuku)
2. Shimotakaido-shuku (下高井戸宿) (Suginami)
3. Kamitakaido-shuku (上高井戸宿) (Suginami)
Fuda-Goshuku（布田五宿）: Kokuryō-shuku, Shimofuda-shuku, Kamiishihara-shuku, Shimoishihara-shuku et Shimoishihara-shuku étaient de petites stations. Comme ces cinq stations fusionnèrent, leur union s'appela Fuda-Goshuku. Goshuku signifie « cinq stations » en japonais.
4. Kokuryō-shuku (国領宿) (Chōfu)
5. Shimofuda-shuku (下布田宿) (Chōfu)
6. Kamifuda-shuku (上布田宿) (Chōfu)
7. Shimoishihara-shuku (下石原宿) (Chōfu)
8. Kamiishihara-shuku (上石原宿) (Chōfu)
9. Fuchū-shuku (府中宿) (Fuchū)
10. Hino-shuku (日野宿) (Hino)
11. Hachiōji-shuku (八王子宿) (Hachiōji)
12. Komagino-shuku (駒木野宿) (Hachiōji)
13. Kobotoke-shuku (小仏宿) (Hachiōji)

### Préfecture de Kanagawa
14. Ohara-shuku (小原宿) (Sagamihara)
15. Yose-shuku (与瀬宿) (Sagamihara)
16. Yoshino-shuku (吉野宿) (Sagamihara)
17. Sekino-shuku (関野宿) (Sagamihara)

### Préfecture de Yamanashi

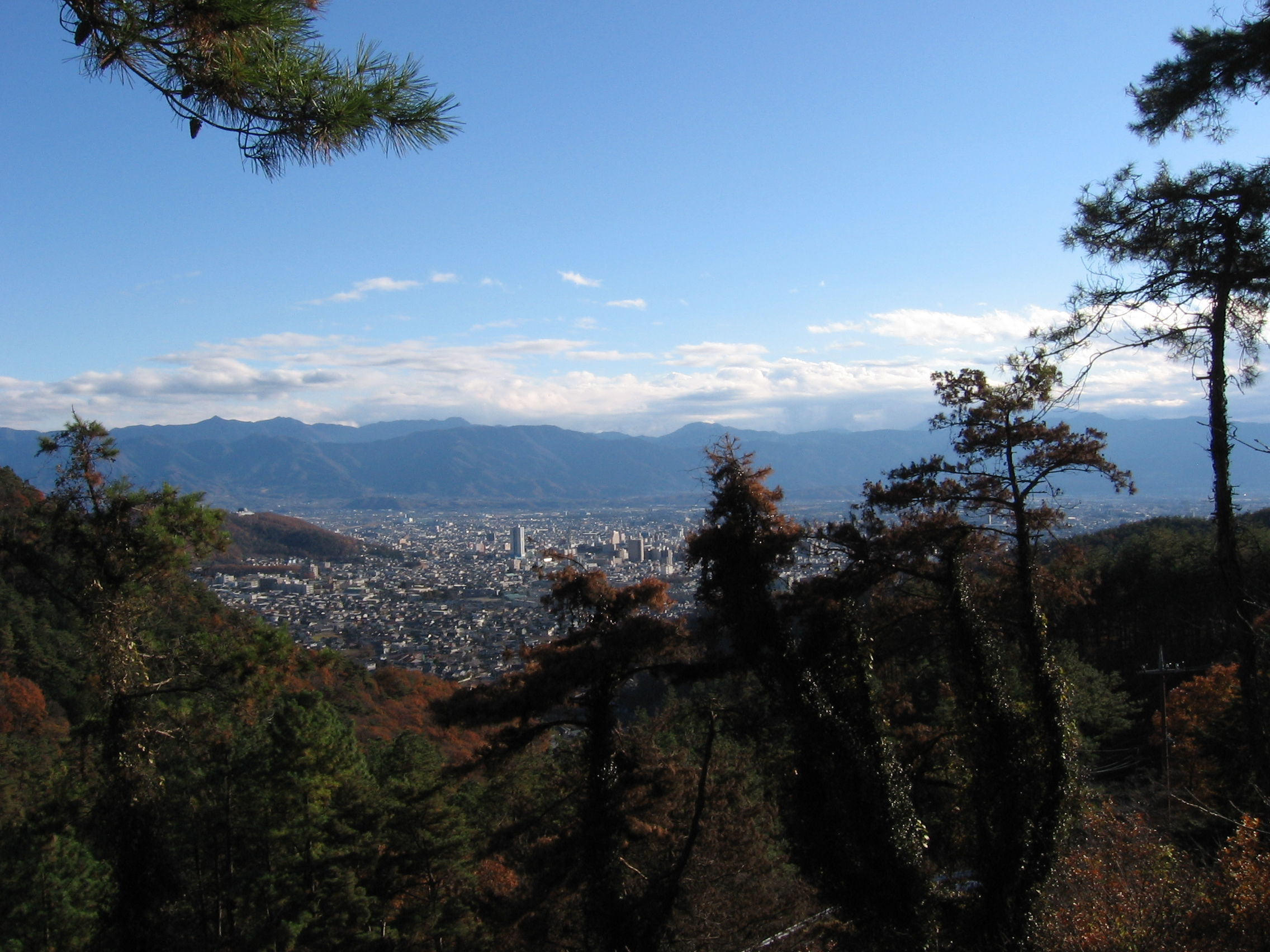
Kōfu

18. Uenohara-shuku (上野原宿) (Uenohara)
19. Tsurukawa-shuku (鶴川宿) (Uenohara)
20. Notajiri-shuku (野田尻宿) (Uenohara)
21. Inume-shuku (犬目宿) (Uenohara)
22. Shimotorisawa-shuku (下鳥沢宿) (Ōtsuki)
23. Kamitorisawa-shuku (上鳥沢宿) (Ōtsuki)
24. Saruhashi-shuku (猿橋宿) (Ōtsuki)
25. Komahashi-shuku (駒橋宿) (Ōtsuki)
26. Ōtsuki-shuku (大月宿) (Ōtsuki)
27. Shimohanasaki-shuku (下花咲宿) (Ōtsuki)
28. Kamihanasaki-shuku (上花咲宿) (Ōtsuki)
29. Shimohatsukari-shuku (下初狩宿) (Ōtsuki)
30. Nakahatsukari-shuku (中初狩宿) (Ōtsuki)
31. Shirano-shuku (白野宿) (Ōtsuki)
32. Kuronoda-shuku (黒野田宿) (Ōtsuki)
33. Komakai-shuku (駒飼宿) (Kōshū)
34. Tsuruse-shuku (鶴瀬宿) (Kōshū)
35. Katsunuma-shuku (勝沼宿) (Kōshū)
36. Kuribara-shuku (栗原宿) (Yamanashi)
37. Isawa-shuku (石和宿) (Fuefuki)
38. Kōfu-shuku (甲府宿) (Kōfu)
39. Nirasaki-shuku (韮崎宿) (Nirasaki)
40. Daigahara-shuku (台ヶ原宿) (Hokuto)
41. Kyōraiishi-shuku (教来石宿) (Hokuto)

### Préfecture de Nagano

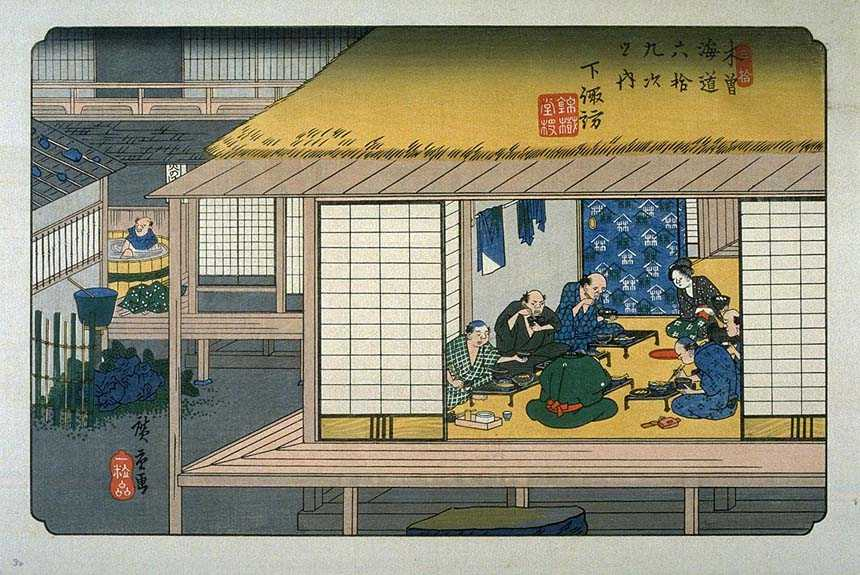
Shimosuwa-shuku, estampe de Hiroshige faisant partie de la série des Soixante-neuf Stations du Kiso Kaidō

42. Tsutaki-shuku (蔦木宿) (Fujimi, district de Suwa)
43. Kanazawa-shuku (金沢宿) (Chino)
44. Kamisuwa-shuku (上諏訪宿) (Suwa)
Point d'arrivée : Shimosuwa-shuku (Shimosuwa, district de Suwa) (en commun avec le Nakasendō)